# Thulemeyer Park
Der Thulemeyer Park ist eine 6,5 Hektar große, städtische Grünanlage in Schertz im Guadalupe County im US-Bundesstaat Texas.
Im Thulemeyer-Park gibt es fünf Baseballfelder. Die Einwohner der Umgebung nutzen ihn als Erholungsraum. Südlich angrenzend befindet sich der Pickrell Park.